# Conann
Conann è un film del 2023 scritto e diretto da Bertrand Mandico, rivisitazione in chiave femminile del personaggio di Conan il barbaro.

## Trama
Rainer, un ibrido umano-canino, narra diversi momenti della vita di Conann, una guerriera leggendaria, a partire da quando da adolescente era una schiava della malvagia Sanja, che sarebbe poi diventata la sua più acerrima nemica.

## Distribuzione
Il film è stato presentato in anteprima il 19 maggio 2023 alla Quinzaine des Cinéastes del 76º Festival di Cannes.